# Марк Сенфорд
Маршалл Климент «Марк» Сенфорд-молодший (англ. Marshall Clement «Mark» Sanford, Jr.; нар. 28 травня 1960, Форт-Лодердейл, Флорида) — американський політик з Республіканської партії. Член Палати представників Конгресу США з 1995 по 2001 і знову з 2013, був губернатором Південної Кароліни з 2003 по 2011 роки.

## Біографія
Він отримав ступінь бакалавра в Університеті Фурман та MBA в Університеті Вірджинії. Він переїхав на острів Салліван (штат Південна Кароліна) на початку 90-х разом з дружиною Дженні і чотирма синами, Маршаллом, Лендоном, Болтоном і Блейком.